# واژگان
واژگان یا قاموس (به انگلیسی: Lexicon) در اصطلاح زبان‌شناسی، یک نظام معنایی است که پایه‌های اصلی یا دستوری واژه‌ها را معین می‌کند. سخن‌گویان هر زبانی، علاوه بر مجموعه نظام‌های آوایی، صرفی، نحوی و معنایی زبان خود؛ واژگان آن زبان را نیز در ذهن دارند. در واژگان ذهنی، اطلاع آوایی بر چگونگی تلفظ واژه نظارت می‌کند؛ در حالی که اطلاعات دستوری ناظر بر چگونگی استفاده از آن در ساخت‌های دستوری است. مهم‌ترین بخش واژگان دانستن واژه از دیدگاه معنایی است، زیرا عموماً یک واژه می‌تواند معانی و کاربردهای مختلفی داشته باشد. در واژگان یک زبان، روابط ساختاری، تاریخی و جامعه‌شناختی موجود میان واژه‌ها مورد بررسی قرار می‌گیرد. ریشه‌شناسی، فرهنگ‌نگاری و معناشناسی مهم‌ترین رشته‌های مربوط به واژگان هستند. بخش واژگان زبان لزوماً از دگرگونی‌های فرهنگی و اجتماعی تأثیر می‌پذیرد؛ و به همین دلیل بیش از هر بخش دیگر زبان تغییر می‌کند.
واژگان می‌تواند عمومی یا مختص به یک دامنه خاص باشد. یک فرهنگ لغت ساده می‌تواند مثالی از یک واژگان باشد. یک معیار کلی برای ذخیره دانش در واژگان این است که مشخص شود دانش ذخیره شده به واژه وابسته است یا نه.
یکی از استفاده‌های واژگان در سامانه‌های رایانه‌ای و پردازش خودکار زبان طبیعی است. در هر گام از پردازش زبان طبیعی، دانشی تولید می‌شود که مبنا و زیربنای اطلاعاتی را برای پردازش بعدی فراهم می‌آورد. واژگان ارائه‌کنندهٔ دانش پایه‌ای است، که در مراحل پردازش بعدی استفاده می‌شود. تقریباً برای اکثر زبان‌های دنیا، واژگان با هدف استفاده در کاربردهای خاص یا عمومی وجود دارد. شاید شناخته‌شده‌ترین واژگان در این میان وردنت باشد که در آن هدف بیشتر بیان روابط معنایی میان واژه‌های ذخیره شده در واژگان است. نوع دانش ذخیره شده در واژگان به کاربردی که برای آن منظور فراهم شده است، وابسته است. به عنوان مثال در سیستم ترجمه ماشینی نیازی به داشتن رشته‌های آوانگاری کلمات زبان نیست اما در صورتی‌که هدف استفاده از واژگان در سیستم تبدیل متن به گفتار باشد، به چنین داده‌هایی نیاز است.

## تفاوت با دایره واژه
تفاوت اصلی دایره واژه (Vocabulary) با واژگان (Lexicon) این است که «واژگان» به مجموعه‌ای از واژه‌ها در یک زبان یا شاخه‌ای از دانش اشاره دارد اما «دایره واژه» فقط به معنی مجموعه‌ای از واژه‌ها است که فردی در یک زبان خاص می‌شناسد.